# エレンの歌第3番
『エレンの歌 第3番』（ドイツ語: Ellens dritter Gesang, Ellens Gesang III）作品52-6（D 839）は、フランツ・シューベルトの最晩年の歌曲の一つである。1825年に作曲された。伸びやかで息の長い旋律ゆえに、シューベルトの歌曲の中では最も人気の高い一つであるが、作曲者の死後から2世紀近い現在でも、いくつか誤解もされている。その一つは、元々の歌詞に「アヴェ・マリア」と出てくるために、この歌曲が宗教音楽であると思われていることである。

## 『湖上の美人』と《アヴェ・マリア》
この歌曲は、しばしば《シューベルトのアヴェ・マリア》と呼ばれている。しかしながら元々この曲は、ウォルター・スコットの名高い叙事詩『湖上の美人』（『湖上の麗人』、The Lady of the Lake）の、アダム・シュトルク（Adam Storck）によるドイツ語訳に曲付けされたものであり、全7曲からなる《歌曲集『湖上の美人』》（Liederzyklus vom Fräulein vom See）の第6曲である。同歌曲集は1826年に出版され、『エレンの歌』は第1番、第2番も含まれる。
スコットの詩における「湖上の貴婦人」ことエレン・ダグラスは（スコットランドはハイランドの人で、この「湖」とはロホ・カトリーン（Loch Katrine）のことを指している）、父親とともに、城主である王の仇討ちから逃れるために、「ゴブリンの洞穴」近くに身を隠している。ダグラス親子は、王に追放されてからこの方、ハイランドの族長であるロデリック（Roderick Dhu）に匿われてきたのであった。エレンが、聖母マリアに助けを求めて祈りの言葉を口ずさむと、その声は、氏族を戦いへと鼓舞せんと山深いところにいたロデリックの耳元にも届いた。
『エレンの歌 第3番』は、オーストリアの寒村シュタイレク（Steyregg）にあるヴァイセンヴォルフ伯爵夫人ゾフィーの居城で初演されたため、後にこの伯爵夫人自身が「湖上の美人」として知られるようになった。
この歌曲の開始の文句で反復句である「アヴェ・マリア」（ラテン語で「めでたしマリア様」）は、シューベルトの旋律に、ローマ・カトリックに伝統的なラテン語の典礼文を載せるという発想に行き着いた。こうしてシューベルトの旋律にラテン語典礼文を載せて歌うことは、現在しばしば行われており、そのためシューベルトが素より典礼文に曲付けして、『アヴェ・マリア』という宗教曲を作曲したのだと誤解される原因となった。

## 音楽
変ロ長調。左手の簡単な持続低音に乗って右手6連符が歌手を盛り上げる。ピアノ伴奏は非常に簡単で右手で歌詞、左手で伴奏を同時に演じられるくらいである。B-A-B-D-C-Bの「Ave Maria」の歌詞は日本でも有名。シューマンは、歌曲集『ミルテの花』の第1曲「献呈（君に捧ぐ）」の後奏に、この旋律を使っている。

## 歌詞
Storck's translation used by Schubert   
Ave Maria! Jungfrau mild,

Erhöre einer Jungfrau Flehen,

Aus diesem Felsen starr und wild

Soll mein Gebet zu dir hinwehen.

Wir schlafen sicher bis zum Morgen,

Ob Menschen noch so grausam sind.

O Jungfrau, sieh der Jungfrau Sorgen,

O Mutter, hör ein bittend Kind!

Ave Maria!
Ave Maria! Unbefleckt!

Wenn wir auf diesen Fels hinsinken

Zum Schlaf, und uns dein Schutz bedeckt

Wird weich der harte Fels uns dünken.

Du lächelst, Rosendüfte wehen

In dieser dumpfen Felsenkluft,

O Mutter, höre Kindes Flehen,

O Jungfrau, eine Jungfrau ruft!

Ave Maria!
Ave Maria! Reine Magd!

Der Erde und der Luft Dämonen,

Von deines Auges Huld verjagt,

Sie können hier nicht bei uns wohnen,

Wir woll'n uns still dem Schicksal beugen,

Da uns dein heil'ger Trost anweht;

Der Jungfrau wolle hold dich neigen,

Dem Kind, das für den Vater fleht.

Ave Maria!
Hymn to the Virgin
Ave Maria! maiden mild!

Listen to a maiden's prayer!

Thou canst hear though from the wild,

Thou canst save amid despair.

Safe may we sleep beneath thy care,

Though banish'd, outcast and reviled -

Maiden! hear a maiden's prayer;

Mother, hear a suppliant child!

Ave Maria!
Ave Maria! undefiled!

The flinty couch we now must share

Shall seem this down of eider piled,

If thy protection hover there.

The murky cavern's heavy air

Shall breathe of balm if thou hast smiled;

Then, Maiden! hear a maiden's prayer;

Mother, list a suppliant child!

Ave Maria!
Ave Maria! stainless styled!

Foul demons of the earth and air,

From this their wonted haunt exiled,

Shall flee before thy presence fair.

We bow us to our lot of care,

Beneath thy guidance reconciled;

Hear for a maid a maiden's prayer,

And for a father hear a child!

Ave Maria!

## ディズニーの「ファンタジア」における利用
ウォルト・ディズニーは《エレンの歌 第3番》を「ファンタジア」の終結部に用いており、ムソルグスキーの《禿山の一夜》の結びに続けて演奏させている。そのため、音楽評論家のディームズ・テイラーが述べているように、ムソルグスキーの原曲では、曲末の鐘は夜明けの到来を告げるように意図されていたのに、ディズニー版では教会の典礼の始まりを告げ、そこに誘なうかのように響く。「ファンタジア」において《エレンの歌 第3番》は、《シューベルトのアヴェ・マリア》として扱われているだけでなく、原曲の歌詞を自由にパラフレーズした（レイチェル・フィールド作詞の）独自の英詞で歌われている（下記参照）。こちらも原曲同様に3番まで歌詞があるが、映画に登場するのはこの3番の歌詞のみである。ちなみに最終行は、映画で歌われているとおり、繰り返されている。
Ave Maria!

Now your ageless bell

so sweetly sounds for listening ears,

from heights of Heaven to brink of Hell

in tender notes have echoed through the years.

Aloft from earth's far boundaries

Each poor petition, every prayer,

the hopes of foolish ones and wise

must mount in thanks or grim despair.

Ave Maria!

Ave Maria!

You were not spared one pang of flesh, or mortal tear;

So rough the paths your feet have shared,

So great the bitter burden of your fear.

Your heart has bled with every beat.

In dust you laid your weary head,

the hopeless vigil of defeat was yours

and flinty stone for bread

Ave Maria!

Ave Maria!

Heaven's Bride.

The bells ring out in solemn praise,

for you, the anguish and the pride.

The living glory of our nights,

of our nights and days.

The prince of peace your arms embrace,

while hosts of darkness fade and cower.

Oh save us, mother full of grace,

In life and in our dying hour,

Ave Maria!
編曲は、特に映画のためにレオポルド・ストコフスキーが行なった。独唱曲である原曲とは違って、ストコフスキー版では、ソプラノ独唱と混声合唱、弦楽合奏のための楽曲となっている。映画版で演奏を担当したのはフィラデルフィア管弦楽団の弦楽セクションであった。